# Interloper
Az Interloper a svéd Carbon Based Lifeforms ambient duó harmadik (a Notch-ként kiadott The Path albumot is számítva negyedik) nagylemeze. 2010-ben jelent meg az Ultimae Recordsnál, 2015-ben egy újrakevert változatot is kiadtak.
Egy kritikus szerint azon albumok egyike, melyek hidat képeznek a „komoly” elektronikus zene és a könnyed „electronica” között.

## Keletkezése
A zenészek már 2009 tavaszán elkészítették egy új nagylemez első változatát, mely ritmus és dallam nélküli deep ambient zenét tartalmazott, azonban hosszas fontolgatás és a kiadóval való tanácskozás után elvetették a tervet, és úgy döntöttek, hogy egy album erejéig még korábbi stílusuknál maradnak (ezért lett a címe Interloper, vagyis „betolakodó”). Három számot már 2009 novemberében bemutattak az istókhalmi Cosmonova Planetáriumban tartott koncerten, a teljes album 2010. május 3-án jelent meg.
Az Interloper az előző nagylemez, a World of Sleepers folytatása – ezt az is érzékelteti, hogy a számlista nem 1-nél, hanem 24-nél kezdődik. Az album hangzásvilága hasonló a korábbiakéhoz, de kevésbé acid hatású, dallamosabb, több hagyományos hangszert (gitár, cselló, basszusgitár) vonultat fel, és éneket is használ.
A zenét Johannes Hedberg és Daniel Segerstad szerezték és adták elő, a dalszövegeket Anna Segerstad írta, az énekhang Karin My Anderssoné.

## Leírása
A két zenész a korábbi albumokra jellemző képleteket használta, szakértelmük és képességeik azonban fejlődtek, így az Interloper a duó addigi legcsiszoltabb és leggazdagabb nagylemeze. A számok dinamikusabbak, kifinomultabbak, zeneileg fejlettebbek, mint a korábbiak. Az Interloper emellett energikusabb és optimistább mint a Hydroponic Garden és a World of Sleepers, bár a sötét részek és hangulatok itt is jelen vannak, a tempó pedig sohasem haladja meg a 100 BPM-t. Stílusát főleg ambientként jellemzik, de az acid, downtempo, psybient jelzőket is alkalmazták rá.
Egy megfigyelés szerint az Interloper azon nagyon kevés kompozíciók egyike, melyek pszichoaktív szerek használata és előzetes felkészülés nélkül is képesek módosult tudatállapotba juttatni a hallgatót. E tulajdonsága nemcsak a zene stílusából, hanem az album konstrukciójából is fakad, ahogy fokozatosan mélyebb szinteket fedez fel. Egy (részben) hasonló hatású mű a Solar Fields Leaving Home lemeze.

### Számlista

#### 24.Interloper
A legelső és címadó dal voltaképpen legutoljára készült el. Elemeinek köszönhetően ajtót nyit az album paranormális delíriumába: a körkörös struktúra arpeggiói szinkópás szekvenciák és tétovázó riffek körül forognak, vészjósló zenei körhintát alkotva. A könnyed ritmust lágy dobütések és a basszus tompa lüktetése alkotja.

#### 25.Right Where It Ends
Az Interloper könnyedségével ellentétben a Right Where It Ends tempója sokkal nehézkesebb a masszív ütéseknek, széles, oszcilláló dobhurkoknak és a körkörösen galoppozó basszusnak köszönhetően. Anna Segerstad szövegét érces visszhangzású dallam öleli körül. A szerzők elmondása szerint ez egy „olyan szám, mely a kezdeti kényelmes állapotból átalakult önmagának egy meghökkentő változatává... eredetével még mindig nem vagyunk tisztában.”

#### 26.Central Plain
A szám egy zenei vászon, melynek dallam-elemei minden szinkronizációtól mentesen, dühös odaadással hullámzanak. A ritmus sehol sem alakul ki teljesen, az arpeggiók furcsa, féktelen mintában követik egymást. A zenészek szerint a Central Plaint „merevlemezünk legsötétebb mélységéből nyertük és állítottuk vissza.” Címe ellenére nincs köze a Hydroponic Garden nagylemez Central Plains nevű számához.

#### 27.Supersede
A Supersede kanyargós-titokzatos bevezetője tiszta ambient stílusú, de hamarosan erőteljes lüktetésű acid zene váltja fel. Fülbemászó dallama egy félénken induló, de végül szabadon szárnyaló refrénben teljesedik ki, amely még sokkal később is kísérteni fogja a hallgatót.
Eredetileg drone számként indult, de aztán egészen más lett belőle. A zenészek leírása alapján „a szám önálló életre kelt, és különösen nehéz volt megszelídíteni. Próbáltuk elérni, hogy a génjei alkalmazkodjanak az eredeti elképzelésünkhöz, de nem jártunk sikerrel. Remélhetőleg egy napon tudjuk majd stabilizálni.”

#### 28.Init
A szerzők szerint a szám előző nagylemezükben gyökerezik: „Összezavart frekvenciákkal és rossz vétellel küzdve akadtunk rá erre a drágakőre a Betula Pendula tükröződésében.”
Az Inittel az album maga mögött hagyja energikus, acid-dominálta első részét és a dark ambient irányába sodródik. A bevezetőben Anna Segerstad a tavasz visszatérésétől szóló versét fehérzaj és radioaktív ropogás festi alá. A tétovázó arpeggiók végig nem engedik kibontakozni a dallamot, a lassú ütem és a barangoló szintetizátor-melódiát körbehálózó basszus egy hamvába hullt, letűnt világot idéz. Egy kritikus szerint „Amennyire sötét, pont annyira gyönyörű. És rendkívül gyönyörű.”

#### 29.Euphotic
Ólmos hangokból tompított rezgések fakadnak és egy varázslatos, buja világot állítanak össze, mely asztrális énekben teljesedik ki.

#### 30.Frog
„Meditatív iterációkkal való kísérletezés közben olyan frekvenciákra akadtunk, melyek egy nyugalmas világba repítettek bennünket. Ezt a számot az ottani kalandjaink ihlették.”
A Frog folytonosan keresi dallamát és ütemét, befejezetlen melódiája az élettelenség határán lebeg; ennek ellenére a kibontakozó xilofon-szóló gyémántként szikrázik, irizáló rétegeivel az atmoszférába hatol, és az együttes egyik legoptimistább művévé teszi a dalt.

#### 31.M
Az album „zenitjének” is mondott M visszasodorja a hallgatót az album borús témái és tónusai közé. A visszhangzó, erőteljes ütések „megrengetik az ambient anarchia templomát”, egy drámai crescendóban bontakoztatva ki a számot.

#### 32.20 Minutes
„Gondterhelt oszcillátorokba és megzavart szűrőkbe egy nagyon régi dallam pozitív visszacsatolását fecskendeztük. A kísérlet eredményes volt, és sikerült néhány melankolikus, felemelő harmóniát kinyerni.”
Meditatív, kozmikus hangulatú szám, melynek bevezetőjéből egy töredezett akkordokat felszabadító, melodikus vonal alakul ki. Ezek az akkordok lassan közelítenek egymáshoz, majd egy nehézkes, lassú tempót kezdeményeznek, tele harmonikus effektusokkal és dallamos hangokkal.

#### 33.Polyrytmi
A zenei odüsszeiát lezáró Polyrytmi a korábbiaknál vidámabb, élénkebb szám. A hullámzó poliritmikus megoldás Steve Roach zeneszerző műveit idézi, a szám pedig egy crescendóban teljesedik ki, ahol a billentyűk és az ütőhangszerek egy súlyos ritmusban konvergálnak, melyet legvégül a szintetizátor hullámai söpörnek el.

## Fogadtatása

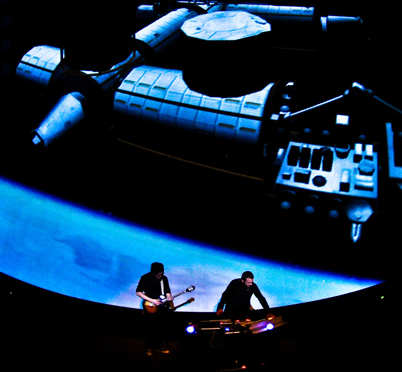
A 2009-es koncert

A Carbon Based Lifeforms korábbi két albuma igen kedvező fogadtatásban részesült: hamarosan az ambient és downtempo klasszikusaivá váltak, és megalapozták a duó rajongótáborát. Ennélfogva az Interloper is kivételes érdeklődésre tartott számot, és az egyik leginkább várt ambient lemez volt. 2009. november 28-ai koncertjükre, melyen az új lemezről is bemutattak három számot, rekordidőn belül elkeltek a jegyek – és hasonlóképpen történt a következő koncerten is.
Az album megjelenésekor a legtöbb kritikus egyetértett abban, hogy az Interloper az együttes leginkább érett és kikristályosodott, ugyanakkor leghozzáférhetőbb műve.
A Synth Sequences szerint az Interloper egy erőteljes album perzselő és drámai hangulatokkal, ahol az effektusok választéka a legkreatívabb képzeletet is meghaladja, és ahol a lágy ritmusok egy elhagyatott, radioaktív szél által tépázott vidéket festenek le. Egy másik bírálat erős bájitalként jellemzi, mely a hallgatót egy titokzatos, páratlan helyre repíti, elvarázsolt erdők, kietlen vidékek, szikrázó ég alatti kihalt óceánpartok, leendő űrkolóniák világába. Komor, intenzív, a képzelet határait feszegető album, melyet ugyanakkor fénysugarak járnak át.

## Változatai
2015-ben a duó újrakeverte korai albumait (így az Interlopert is), hogy egységesebbé tegyék a CBL-albumok hangzását. Az új változatot a finn Blood Records adta ki. Ugyanekkor hanglemezen is kiadták az Interlopert. Az újrakeverés egyes eredményei (például az Euphotic és az M ütései, a Polyrytmi mély frekvenciái) nem arattak osztatlan sikert.
Az Euphotic és az M élőben előadott változatai meghallgathatók a 2016-os ALT:01 illetve a 2020-as ALT:02 remix lemezeken. Az ALT:02 tartalmazza a Supersede korai, első változatát is.
2021-ben EP-n kiadták a 20 Minutes átdolgozott és 20 percesre hosszabbított változatát (az eredeti verzió 7 perc 46 másodperc hosszú).